# Huaca
La voz huaca o guaca (del quechua wak’a) designaba todas las sacralidades fundamentales incaicas: santuarios, ídolos, templos, tumbas, momias, lugares sagrados, animales, aquellos astros de los que los aillus, o clanes, creían descender, los propios antecesores, incluyendo a las deidades principales, el Sol y la Luna, los cuales eran venerados a través de diferentes ceremonias.
Este concepto se origina en la cultura que el Imperio incaico impuso a todos sus dominios en América del Sur. Los incas creían que el inca Túpac Yupanqui podía hablar con las wakas, y por medio de estas conocía los hechos pasados y futuros, incluso, la llegada de los españoles a América.

## Descripción
Según la tradición prehispánica, las huacas poseen personalidad propia y forman parte de los panteones locales de las culturas incaica y preincaicas junto con las demás deidades «andinas mayores» —como Huiracocha, Pachacámac o Pariacaca.
La relación próxima entre el hombre andino y las huacas puede comprobarse por la gran cantidad que hay dispersas en el Tahuantinsuyo, las mismas que, en algunos casos, aún en la actualidad son objeto de veneración.[cita requerida]
Como centro religioso, las huacas son también famosas por ser el lugar donde se depositaban ofrendas. Por esta causa sufrieron varias depredaciones durante los primeros años de la conquista española de América (siglo XVI), tanto por su fama de contener tesoros, como por ser el centro de la religiosidad local en las provincias que conformaron el Tahuantinsuyo.[cita requerida]

## Las huacas y la cosmología andina

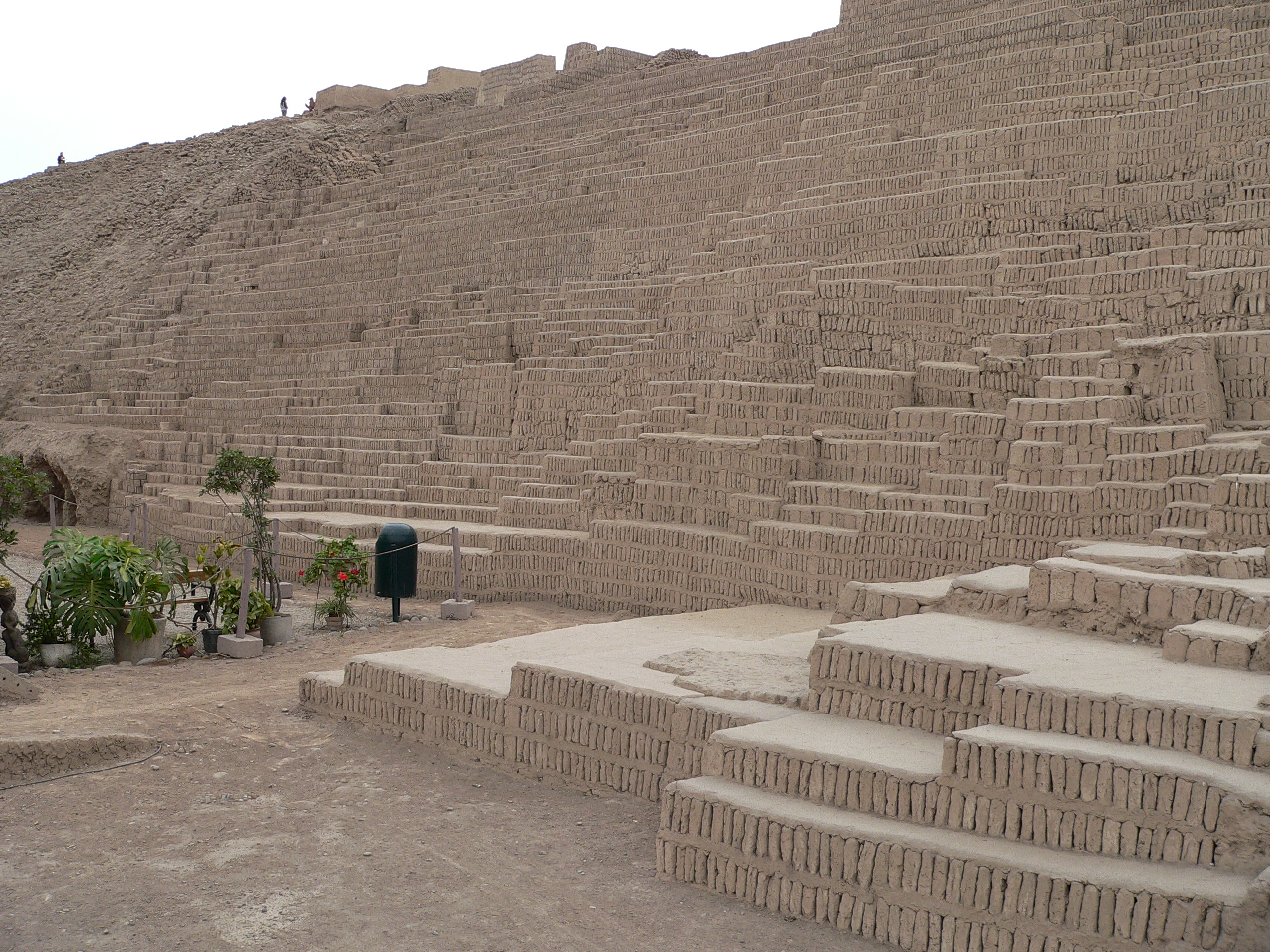
Huaca Pucllana en Miraflores, Lima.

En los Andes centrales del territorio del actual Perú, fue el lugar de donde según la mitología inca salió la primera pareja formadora de cada comunidad andina (aillu) después del diluvio universal, de acuerdo al mandato de Apu Kon Ticci Viracocha (en quechua: *Apu Qun Tiqzi Wiraqucha), El Hacedor, que les determinó un tiempo y lugar donde deberían resurgir a fin de que se volviera a repoblar la tierra y fueran los padres de las diferentes naciones o comunidades andinas (Manco Cápac y Mama Ocllo fueron una de estas parejas). Es este lugar de origen (que podía ser una cueva, un árbol, el sitio donde cayó un rayo, un cerro, una mina, un lago, etc.) donde los aillus más prósperos solían construir los respectivos adoratorios de adobe (costa), piedra (sierra) o sobre una isla (lago), lugares que por extensión también fueron conocidos como huacas por los españoles.[cita requerida]
También por mandato de Huiracocha, estas primeras parejas fundadoras del aillu retornaban al estado en que salieron a su muerte y se volvían las deidades protectoras (apus) de la comunidad a los que se veneraban.

## Las huacas en el antiguo Perú

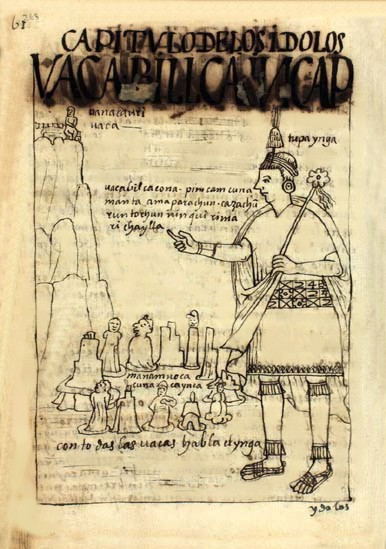
Con todas las huacas habla el inca.

Los soldados imperiales incas marchaban a la guerra formados por escuadrones de acuerdo a su comunidad de origen y por lo tanto (como los romanos) tótems que representaban a su respectiva huaca (el rayo, el cóndor, el cerro, el arcoíris (*) etc.), por ello una de las maneras más terribles para castigar a los pueblos muy rebeldes era justamente la destrucción de sus huacas y momias, con lo que se rompían los vínculos que mantenían unida a esa comunidad; por la misma razón, cuando se conquistaba un reino de respeto en el que se reconocía de la misma cultura y cosmovisión andina el rey vencido (o un rey aliado de buena fe) era reconocido y llevado con todos los honores a la ciudad del Cuzco, donde a su muerte su momia pasaba a integrar y vivir espiritualmente como un todo con el Ombligo del Mundo, de ahí el estatus de sagrada de la ciudad imperial como mayor centro religioso andino, porque de esta manera la sagrada Huaca Viviente (el sinchi, curaca o Capac —jefe, señor feudal o rey—), descendiente de la primera huaca, solo fijaba un nuevo punto de adoración. Tal es el caso del Chimú Cápac o Rey Chimú (descendiente del Señor de Sipán) y de los reyes Lupaca y Zapana de los dos Reinos Collas (aymaras) del Altiplano, derrotado uno, aliado el otro.[cita requerida]

## Las huacas en la actualidad
Según una moderna, aunque discutida, visión ecléctica de la antropología, la costumbre del culto a la "huaca tutelar" y los ancestros habría sobrevivido hasta nuestros días soterrada en las prácticas devocionales propiciadas en su reemplazo por la Iglesia Católica, durante la evangelización y después de la extirpación de idolatrías:[cita requerida]
- En vez de las procesiones de las momias de los antepasados, el andino moderno saca en procesión las imágenes de los santos, como en el Corpus Christi del Cuzco, donde salen en ricas andas los santos católicos tutelares de la ciudad imperial, una reminiscencia de la procesión de las momias de los emperadores incas en el solsticio de junio (Inti Raymi).[cita requerida]

- El culto de las huacas y momias ancestrales también tiene su manifestación en el Perú moderno en la fecha de Todos los Santos (2 de noviembre) o de las Ánimas del Purgatorio, donde las familias suelen visitar a sus familiares difuntos llevándoles pedidos, comida, bandas de música, velas haciendo participar a los difuntos en una fiesta en su honor al pie de sus nichos. Por esa fecha todos los cementerios peruanos tienen actividad inusual de alegre fiesta que se prolonga toda la noche y todo el día siguiente.[cita requerida]

Otra manifestación de respeto por el Apu tutelar (espíritu sabio protector) (varón) es el pago a la tierra o Pachamama (mujer), ceremonia donde se entierra en el lugar de la huaca reconocida las ofrendas de coca, aguardiente y otras manifestaciones a fin de que el espíritu del ancestro convenza a la tierra para que ambos se muestren paternalmente fértiles con su familia, ya que ellos son sus descendientes y los veneran como tales.[cita requerida]
El reciente descubrimiento y datación de la ciudad de Caral (2600 a. C.) nos muestra las primeras huacas conocidas; es relevante que esta ciudad esté en el mismo ámbito geográfico que las ruinas de Kotosh (ríos Huaura e Higueras) y en la misma zona hidrográfica de Lauricocha-Perú, donde se encuentran los primeros petroglifos y manifestación religiosa en América (Kotosh).[cita requerida]
Por influencia cultural, estas costumbres se han expandido a pueblos no quechuas o aymaras en las regiones de Perú, Chile, Argentina y Ecuador.[cita requerida]
Las comunidades (ayllus) unidas por sus vínculos ancestrales (huacas) existen en la actualidad a lo largo de toda la costa, sierra y selva de Perú-Bolivia, son una forma de gobierno y vida organizada vigente, sus tierras están protegidas por las Constituciones de ambos países. No son "minorías nativas", sino que de hecho constituyen la mayoría de las poblaciones y las que a la postre definen los resultados electorales. No son tampoco asimilables a la realidad de ninguna "minoría étnica" ni "tribu" de otras partes del mundo, con las que equivocadamente se las pretende comparar en el hemisferio occidental por foráneos. Este sustrato de civilización fue afectado por:[cita requerida]
1. La Guerra de Chile contra Perú y Bolivia de 1879, con su secuela de la destrucción de la infraestructura productiva del Perú y Bolivia llevando la guerra a los Andes donde los Ayllus se levantaron (como en el combate de Concepción) por la destrucción y saqueo de los medios productivos ligados a la tierra.[cita requerida]
2. La Reforma Agraria de 1970 de Juan Velasco Alvarado, que destruyó a su nueva clase dirigente de los "príncipes-hacendados" (algunos de estos descendientes directos de nobles curacas).[cita requerida]

Para estas comunidades solo deben esperar el regreso del orden siendo buenos cristianos, manteniendo el respeto por las costumbres y tradiciones de sus ancestros Apus (espíritus sabios) que los vigilan y protegen desde sus lugares tutelares (Huacas), y piensan que al fin y al cabo para una cultura de 5000 años (que asimiló el aporte hispano) 200 años es un periodo de tiempo corto.[cita requerida]
(*) Muchos erróneamente creen que el Imperio Inca tuvo bandera y la quieren representar como una con los colores del arcoíris; no es cierto, sin entender la cosmovisión andina estas versiones toman un arcoíris que se empleaba en uno de los tótems (unida a una pieza cuadrada de madera) como "bandera" cuando solo representa a la Huaca de una sola comunidad y no a todo el Tawantisuyu ("Los cuatro cuartos del universo").[cita requerida]

## Sistema de ceques
En Cuzco, los ceques consistían en líneas imaginarias que partían desde el Coricancha y se dirigían hacia cada huaca, conformando un total de 328 huacas. Cumplían funciones de orden político, social y religioso. El Coricancha era el principal templo de la cultura inca.Al amanecer del equinoccio, el sol atraviesa la puerta del recinto oriente y cruza el pasillo de la huaca. Al atardecer realiza el camino inverso. La diagonal del pasillo de acceso señala la línea Norte-Sur.
Mediante este sencillo método, y utilizando barro y piedras como materiales de construcción, los astrónomos incas lograban observaciones de gran precisión.[cita requerida]

## La rebelión de las huacas
A tal grado era la importancia de las wacas en la cosmogonía incaica que la resistencia contra la conquista española surgió como una rebelión de las huacas, el Taki Unquy. Esto generó la leyenda de Inkarri, un personaje central de un mito andino posthispánico surgido en los Andes peruanos. El mito de Inkarri narra con complejo simbolismo la visión andina de la invasión y conquista española del actual Perú y plantea la esperanza en la reconstitución del Tawantinsuyu destruido en el siglo XVI.

## Huacas en Colombia
Esta palabra en Colombia se refería, entre los pijaos a lugares sagrados o con valor religioso: santuarios naturales (cavernas, volcanes, fuentes de agua), templos para ritos y otros lugares sagrados para sus comunidades como las tumbas de sus ancestros; en general espacios en los que se celebraba respeto sacramental.
Algunos cronistas de indias la describen así:

Hubo en las Indias gran curiosidad  de hacer ídolos y pinturas de diversas formas y materiales y a estas adoraban por dioses llamabanlas Guaca.
(P. Acosa)

Llamaban a estos cementerios que ellos tienen por sagrados Guaca.
(Cieza de León)

Con el tiempo, el término de guaca o huaca empezó a referirse a cualquier entierro indígena, y se desarrolló un oficio llamado huaqueo en que personas conocidas como guaqueros o huaqueros buscan tales para beneficiarse económicamente de sus hallazgos. Usualmente, sus métodos de excavación son destructivos, impidiendo un estudio arqueológico posterior de la tumba saqueada. La guaquería o huaquería ha dilapidado ampliamente los patrimonios históricos y culturales de los países en los que tiene lugar, generando un perjuicio general para la sociedad.

## Algunas huacas importantes
- Huaca Ventarrón, Lambayeque, Perú
- Huaca del Sol, La Libertad, Perú
- Huaca de la Luna, La Libertad, Perú
- Huaca del Dragón, La Libertad, Perú
- Huaca Pucllana, Lima, Perú
- Huaca Malena, Lima, Perú
- Huaca Mateo Salado, Lima, Perú
- Huaca San Marcos, Lima, Perú
- Huaca Prieta, La Libertad, Perú
- Huaca Cao Viejo, La Libertad, Perú
- Huaca El Brujo, La Libertad, Perú
- Huaca Rajada, Lambayeque, Perú
- Huaca El Oro, Lambayeque, Perú
- Huaca Chotuna, Lambayeque, Perú
- Huaca Chornancap, Lambayeque, Perú
- Huaca Bandera, Lambayeque, Perú
- Huaca Blanca, Lambayeque, Perú
- Huaca Juliana, Arequipa, Perú
- Huaca Cucumelo, Iquique, Chile
- Huaca de Chena, Santiago de Chile, Chile